# ひめゴト
『ひめゴト』 （SECRET PRINCESS HIMEGOTO） は、佃煮のりおによる日本の男の娘系ラブコメディ4コマ漫画作品。一迅社の『わぁい!』vol.7より連載開始。その後、好評につき、『わぁい!Mahalo』や『月刊ComicREX』でも連載されることになり、『月刊ComicREX』では2013年12月号から連載開始。『わぁい!』では4コマ漫画、『わぁいMahalo』は舞台と登場人物を変えたスピンアウトの4コマ漫画『ひめゴト+』、『月刊ComicREX』はストーリー漫画という違いがある。なお、『わぁい!』連載分は雑誌の休刊に伴いvol.16で終了となっている。『月刊ComicREX』2014年8月号増刊『Febri』Vol.23でも連載が始まっている。
『月刊ComicREX』『Febri』2015年8月号掲載分をもって一旦完結したが、2017年12月31日に開催されたコミックマーケット93にて佃煮のサークル『のりおいける!』から事実上の続編となる同人誌『ひめゴト もういっちょ!』が頒布されている。

## ストーリー
借金の取り立てに遭う霜科高校2年生・有川ひめ。ある理由から女装をさせられ逃げている危機的状況の中、同校の生徒会役員3人に助けられる。救出後、3人に「美少女」と認定され、生徒会に勧誘されるも男であることが発覚。それでも彼を入会させたい3人は彼に取引を申し出る。その内容は借金の肩代わりを条件に「高校生活を女装して過ごすこと」、そして「生徒会の犬になること」であった。

## 登場人物
歩く18禁、運子、アルベルティーナ2世、田所、1号、ヒロの6名は、単行本第5巻の巻末におけるプロフィールにてフルネーム（本名）が明かされた。
有川 ひめ（ありかわ ひめ）
声 - 桑原由気
誕生日：7月24日 / 年齡：17歳 / 身長：158cm / 体重：45kg / 血液型：A型
好きな食べ物：肉 / 嫌いな食べ物：雑草、段ボール / 特技：家事 / 趣味：お風呂のカビ取り / 家族構成：父、母、弟
本作の主人公。霜科高校2年生。海外旅行好きの両親が世界中で作った借金を背負わされていた。本人の意思とは裏腹に女々しく、女装がよく似合う。貧乏くじをひきがちな性格。
霜科 十八（しもしな とうや） / 歩く18禁（あるくじゅうはちきん）
声 - 摩天楼由香
誕生日：4月12日 / 年齡：18歳 / 身長：160cm / 体重：47kg / 血液型：B型
好きな食べ物：チョコレート / 嫌いな食べ物：ピクルス / 特技：歌 / 趣味：動画収集 / 家族構成：父、母
霜科高校3年生。生徒会の副会長。自他ともに認めるハレンチで、歩く18禁と呼ばれている。ひめに無理難題をしばしば押し付ける。霜科高校理事長の一人娘。
伊集院 運子（いじゅういん さだこ） / 運子（うんこ）
声 - 小野早稀
誕生日：6月26日 / 年齡：18歳 / 身長：152cm / 体重：40kg / 血液型：O型
好きな食べ物：何でも好き! / 嫌いな食べ物：なし! / 特技：瞬間記憶 / 趣味：絵本を読むこと / 家族構成：父、母、祖父母、弟、妹
霜科高校3年生。生徒会の会長で、元気ハツラツな性格。名前の「運子」は本名で、本来の読みは「さだこ」が正しいのだが、その読みを嫌う本人は「うんこ」で通している。
阿部 ちな（あべ ちな） / アルベルティーナ2世（あるべるてぃーなにせい）
声 - 東城日沙子
誕生日：12月21日 / 年齡：18歳 / 身長：155cm / 体重：41kg / 血液型：AB型
好きな食べ物：卵 / 嫌いな食べ物：きのこ / 特技：絵を描くこと / 趣味：ぬいぐるみ作り / 家族構成：父、母、祖母、姉
霜科高校3年生。生徒会の書記。一見するとお嬢様みたいだが、性格は辛辣かつ毒舌、キレると凶暴になる。売れっ子漫画家でもあり、ひめをモデルにした『魔法少年ヒメキッス』を描いており作中ではアニメ化もしている。
田所 悠馬（たどころ ゆうま）
声 - 江口拓也
誕生日：8月6日 / 年齡：17歳 / 身長：180cm / 体重：67kg / 血液型：O型
好きな食べ物：カレー / 嫌いな食べ物：きゅうり / 特技：女子を口説くこと / 趣味：ゲーム / 家族構成：父、母、姉
ひめの悪友。チャラい性格のイケメン。ひめと仲が良い。次第にひめの虜になっていく。
有川 かぐや（ありかわ かぐや）
声 - 赤﨑千夏
誕生日：9月10日 / 年齡：16歳 / 身長：152cm / 体重：39kg / 血液型：B型
好きな食べ物：とんかつ / 嫌いな食べ物：セロリ / 特技：ダンス / 趣味：ショッピング / 家族構成：父、母、兄
『ひめゴト+』の主人公。ひめの弟で霜科高校1年生。兄とは正反対に皆がちやほやしてくれるという理由から、普段から好んで女装をしており、性格は非情にわがまま。ひめのことが大好きすぎるあまり、18禁を敵視している。幼少期は自分勝手かつネガティブな性格で、先生から「女装をやめなさい」と言われても、全く聞き入れなかった。勉強は全て下僕任せで、1号いわく「成績は最悪」とのこと。
一郷 いちご（いちごう いちご） / 1号（いちごう）
声 - 津田美波
誕生日：5月8日 / 年齡：16歳 / 身長：163cm / 体重：49kg / 血液型：AB型
好きな食べ物：坦々麺 / 嫌いな食べ物：あんこ / 特技：編み物 / 趣味：舞台鑑賞 / 家族構成：父、母、祖父母、兄
かぐやをいつも気にかけている（好きな）同級生。男性のように見えるが実は女性（いわゆる男装の麗人）であり、巨乳美少女（幼少の頃から頑なに女装をやめようとしないかぐやのためを思っての事らしい）。かぐやからは下僕として扱われており、由来も「下僕1号」から。
織田 光永（おだ みつなが）
声 - 佐倉綾音
誕生日：10月29日 / 年齡：18歳 / 身長：150cm / 体重：37kg / 血液型：A型
好きな食べ物：母の手料理 / 嫌いな食べ物：ゴーヤ / 特技：洋服作り / 趣味：可愛い服や小物集め / 家族構成：父、母、祖父母
風紀委員長。風紀委員として張り切る男の娘。ヒロ曰く「つんでれ」。よくヒロと部室でイチャイチャしており、そのせいで風紀委員が自分たち二人だけになってしまったのだが、そのことは全く自覚しておらず、原因不明と言い張っている。女装している理由は、織田家のしきたり。
豊臣 ヒロ（とよとみ ひろ）
声 - 田所あずさ
誕生日：2月22日 / 年齡：18歳 / 身長：165cm / 体重：51kg / 血液型：AB型
好きな食べ物：抹茶 / 嫌いな食べ物：トマト / 特技：料理 / 趣味：アルバム作り / 家族構成：父、母、祖父母
光永のメイド。彼もまた実は男の娘であり、胸にはパッドをつけている。光永を「光永様」と呼び世話している。
伊東 まお（いとう まお）
「女装少年アンソロジーコミック ひめイチゴ組」「女装少年アンソロジーコミック ひめリンゴ組」に掲載の番外編に登場（後に第4巻にも収録）。霜科高校1年生。18禁に憧れ告白したが「私と付き合いたいならまず女装してから来い!」と言われ、有川兄弟に弟子入りし女装を学ぶ。それ以来すっかり女装の虜に。
放送部部長
声 - 佃煮のりお
アニメ9話に登場のオリジナルキャラクター。田所と共に「ガールズコンテスト」の司会をした。原作者の佃煮が声優を努めており、キャラクターも佃煮をモチーフとしている。なお見た目は女子のようだが、性別は不明とされていた。しかし、アニメ版の監督の柳瀬雄之が原作者の誕生日を祝うイラストを公開した際、佃煮が演じた放送部部長を完全に女子として描いている。

## 書籍情報
- 佃煮のりお 『ひめゴト』 一迅社〈わぁい!コミックス〉（2巻以降はREXコミックス）、全6巻[12]

1. 2013年2月19日発売 ISBN 978-4-7580-1308-6
2. 2014年4月19日発売 ISBN 978-4-7580-1368-0
3. 2014年7月19日発売 ISBN 978-4-7580-1387-1
4. 2014年11月27日発売 ドラマCD付き特装版 ISBN 978-4-7580-1416-8、通常版 ISBN 978-4-7580-1415-1
5. 2015年5月5日発売 ISBN 978-4-7580-1435-9
6. 2015年7月27日発売 ISBN 978-4758014496

## テレビアニメ
2014年7月より9月まで、BS11にて5分枠のショートアニメとして放送された。また、ニコニコ動画ほかでも配信されている。なお、第9話にて作者の佃煮のりお本人が「放送部部長」役で声を当てている（声優初挑戦）。

### スタッフ
- 原作 - 佃煮のりお（「ひめゴト」一迅社）
- 監督・絵コンテ - 柳瀬雄之
- シリーズ構成・脚本 - 兵頭一歩
- キャラクターデザイン・総作画監督 - 桜井正明
- 美術監督 - 永吉幸樹、坂東宏美
- 美術設定 - 佐藤正浩
- 色彩設計 - 上村修司
- 撮影監督 - 藤坂めぐみ
- 編集 - 齋藤朱里
- 音響監督 - 小泉紀介
- 音楽 - 神津裕之
- エグゼクティブプロデューサー - 原田浩介
- プロデューサー - 佐藤健、土方敏良、鮎澤慎二郎
- アニメーションプロデューサー - 松橋厚至
- アニメーション制作 - 旭プロダクション
- 製作 - ひめゴト製作委員会

### 主題歌
両曲は、あいまいみーまいんのデビューシングルとして、2014年3月5日発売。
オープニングテーマ「とらぶるめーかー」
作詞 - ミズノゲンキ / 作曲 - 睦月周平 / 歌 - あいまいみーまいん（桑原由気、摩天楼由香、小野早稀、東城日沙子）
エンディングテーマ「めーきゃっぷ!」（第1話 - 第11話、第13話）
作詞 - ミズノゲンキ / 作曲 - 睦月周平 / 歌 - あいまいみーまいん（桑原由気、摩天楼由香、小野早稀、東城日沙子）

### 各話リスト
| 話数 | サブタイトル                      | 演出     | 作画監督                                       |
| ---- | --------------------------------- | -------- | ---------------------------------------------- |
| #01  | 女として負けた気がする            | 柳瀬雄之 | 桜井正明                                       |
| #02  | 今のお前ならイける                | 柳瀬雄之 | 徳田大貴                                       |
| #03  | かわいいな、くそ……                | 柳瀬雄之 | 加藤真人                                       |
| #04  | ナニその設定                      | 大塚隆寛 | 島崎克実、橋本航平                             |
| #05  | ギリギリのものをはいてもらいたい! | 柳瀬雄之 | 森下昇吾                                       |
| #06  | ローアングル大丈夫ですか?         | 柳瀬雄之 | 齋藤和也、柳瀬雄之 島崎克実、桜井正明 上野卓志 |
| #07  | おっぱい丸出しだけどいいの?       | 柳瀬雄之 | 上野卓志                                       |
| #08  | はじめてだから優しくしてください  | 柳瀬雄之 | のりみそのみ                                   |
| #09  | で?結局はみ出てたの?              | 柳瀬雄之 | 柳瀬雄之                                       |
| #10  | 正論だけど黙ろうね                | 柳瀬雄之 | 市川敬三                                       |
| #11  | いわゆるガサ入れですわ            | 大塚隆寛 | 徳田大貴                                       |
| #12  | ひめにぃ、生徒会やめるってよ      | 柳瀬雄之 | 徳田大貴                                       |
| #13  | ごめんね、ひめくん                | 柳瀬雄之 | 森下昇吾                                       |

### 放送局
| 放送地域 | 放送局             | 放送期間                | 放送日時                   | 放送系列   | 備考         |
| -------- | ------------------ | ----------------------- | -------------------------- | ---------- | ------------ |
| 日本全域 | BS11               | 2014年7月7日 - 9月29日  | 月曜 23:54 - 火曜 0:00     | BS放送     | 『ANIME+』枠 |
| 日本全域 | ニコニコチャンネル | 2014年7月8日 - 9月30日  | 火曜 22:00 更新            | ネット配信 |              |
| 日本全域 | バンダイチャンネル | 2014年7月9日 - 10月1日  | 水曜 0:00（火曜深夜） 更新 | ネット配信 |              |
| 日本全域 | GYAO!              | 2014年7月16日 - 10月8日 | 水曜 0:00（火曜深夜） 更新 | ネット配信 |              |

### Blu-ray
2014年11月26日にTCエンタテインメントより全話収録のBlu-ray（TCBD-0399）が発売された。

## Webラジオ
『霜科生徒会のひめゴトラジオ』のタイトルで音泉にて配信。毎週水曜更新。全24回（2014年4月16日 - 9月24日）。出演は桑原由気（有川ひめ 役）、摩天楼由香（18禁 役）、小野早稀（運子 役）、東城日沙子（アルベルティーナ2世 役）。